# Google ブックス
Google ブックス（英語: Google Books）とは、世界最大のインターネット企業Googleが、ポータルサイトGoogle内で提供している、書籍の全文検索サービスである。
書籍内の全文を対象に検索を行なうことができ、検索結果として表示された書籍の内容の一部（著作権切れの書籍であれば全ページ）が無料で表示される。検索・表示されるデータはGoogle社が紙製の書籍からスキャンしたもの。
著作権の保護期間が満了した書籍は、全文が公開されている。この場合 Googleブックスは電子図書館として機能する。これに対し、著作権保護期間が存続している書籍は、書籍の一部がプレビュー表示され、同時に書籍販売サイトへのリンクが表示される。この場合Googleブックスは広告・販売促進サイトとして機能する。

## 歴史
Google ブックスはGoogle Print（グーグル・プリント）というプロジェクト名で、2003年12月に計画が発表された。そこから一年弱のベータテスト期間を経て、2004年10月7日、世界最大の書籍見本市フランクフルト・ブックフェアの開催期間中に本格運用の開始を公表、サイトの本格運用を開始した。しかし Print （印刷）という言葉から「書籍データを勝手に印刷できるようにするサービス」といった印象を与え、出版業界からの反発も少なくなかったことがあり、2005年11月17日にサービス名を Google Book Searchと改名することを発表した。
その後、よりシンプルに Google Books へと改名した。ちなみにGoogle print 時代に使われていたアドレスは http://print.google.com で、このアドレスは現在Google ブックスにリダイレクトされている。
2012年3月にGoogle Play Booksがサービス開始し、同年9月25日に、日本向けのGoogle Play ブックスがサービス開始した。Google Play ブックスは、Android、iOS向けの電子書籍サービス。Google Play ブックスのストアから電子書籍を購入できる。購入した書籍はGoogle Play ブックスのアプリビューアで開き、スワイプでページをめくり、マルチタッチでピンチ操作できる。

## 著作権侵害訴訟
Googleは英米の図書館が所蔵する世界中の書籍を著作権者に無断・無償でデジタル・スキャンして、そのデータを元に作った画像にGoogleのコピーライトを貼ってネット上に公開していた。この行為が著作権侵害に当たるとして、2005年9月に全米作家協会 (AG) 他がクラスアクション形態の集団訴訟を、翌月には全米出版社協会 (AAP) が大手出版4社を代表する形で単独でそれぞれ提訴し、デジタル・スキャンの差止命令を請求した。後に2つの訴訟は一本化されている。
GoogleとAG他およびAAPは、当事者間で総額1億2500万米ドルの和解案に合意していたものの、その和解条件の不備が多方面から指摘され、2度にわたって修正和解案を裁判所に再提出することとなった。
裁判所は当初、原告側の著作権保護を重視する姿勢で和解交渉を進めていたものの、一審の連邦地裁はGoogleブックスの行為が著作権法上のフェアユースに当たるとして、著作権侵害の訴え自体を退けた。二審の連邦控訴裁も2013年に一審判決を支持した。AG他は連邦最高裁に上告請求したが棄却され、最終的に二審判決のGoogle勝訴が2016年4月に確定した。

## 技術

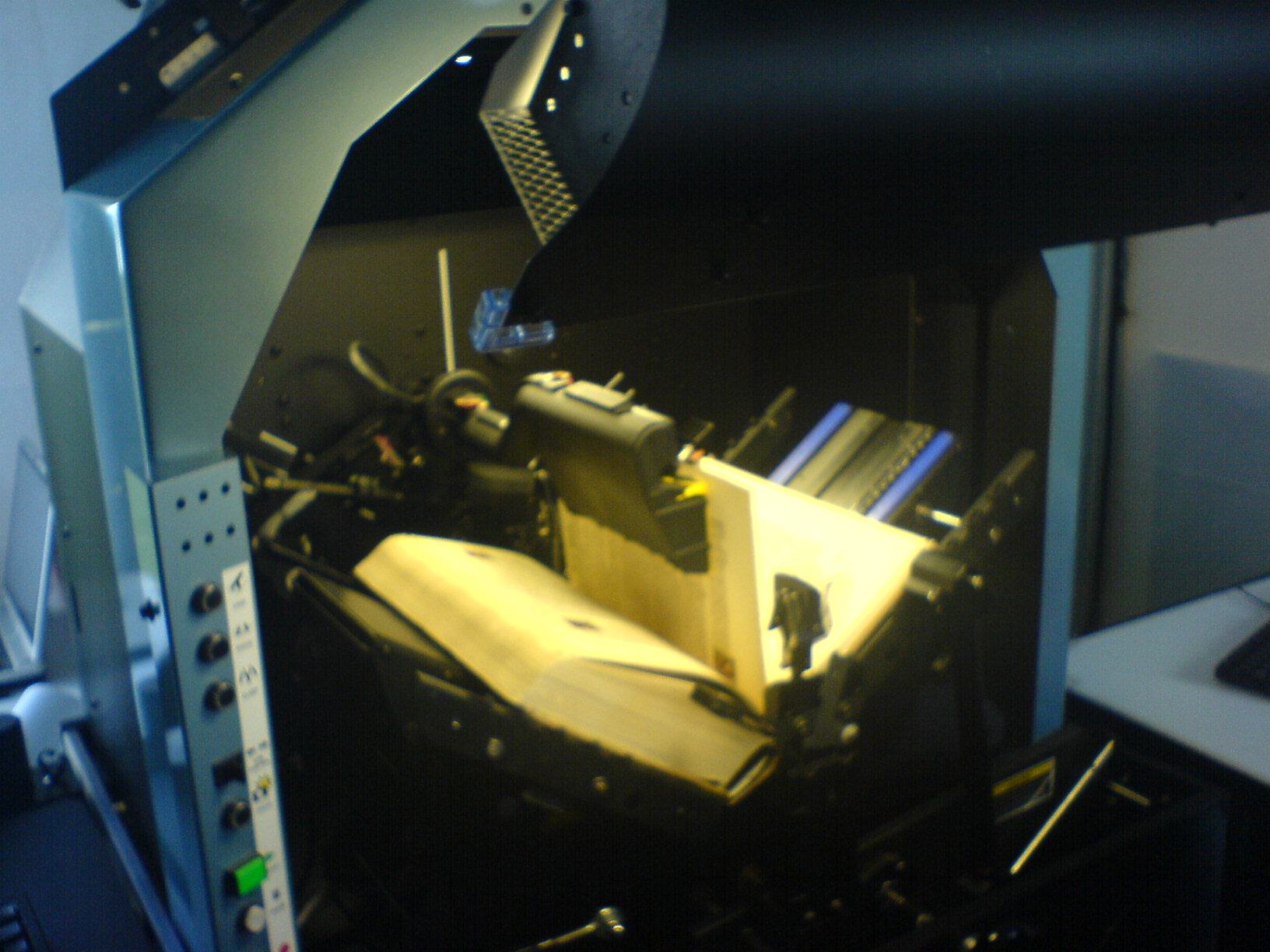
（参考用画像）ブックスキャナー。空気で吸い寄せてページを持ち上げ、めくる。そして上方からCCDカメラで各ページの画像を撮影。その後OCRプログラムで画像データから文字データを抽出する。Googleがこうしたブックスキャナーと呼ばれる装置を使って書籍をデジタル化していることは確実だが、具体的にどのメーカーのどういった装置を使用しているのかは不明。この画像は参考用。

紙製の書籍からのデータの読み取りには、ブックスキャナーと呼ばれる自動の書籍スキャン装置を使用している。Googleブックスでは、特許を取得したスキャン技術により、大量のページを素早く読み取ることができると考えられている。日本語は誤変換が著しい。アルファベットの書籍は特に問題がない。
具体的にどういった装置を何台ぐらい使用しているのか、といった詳細な点は未公開の部分が多い。

## 提携図書館
Googleブックスは世界中のいくつもの図書館と提携関係を結んでいる。図書館側が蔵書を貸し出し、Googleがそれをスキャンしてデジタル化し、データベースに付け加えている。以下の図書館がGoogleブックスと提携関係にある。

### 大学図書館

#### 慶應義塾図書館（慶應義塾大学）
2007年7月6日に提携を発表。慶應義塾大学が所蔵する蔵書のうち、著作権保護期間が満了したパブリックドメインの書籍約12万冊をデジタル化してGoogleブックスを通じて公開する予定。12万冊の内訳は明治初期までに日本で発行された和装本および明治・大正期・昭和前期の日本語図書。

#### ハーバード付属図書館（ハーバード大学）
2005年に提携を発表。ハーバード大学が400年近くかけて収集した書籍のうち、著作権保護期間が満了した約1550万冊の書籍について、その内最低でも100万冊以上をデジタル化してGoogleブックスを通じて公開する予定。

#### スタンフォード大学付属図書館（スタンフォード大学）
2004年12月14日に提携を発表。スタンフォード大学が有する蔵書800万冊のうち、数十万冊から百万冊程度をデジタル化してGoogleブックスを通じて公開する予定。両者の間で最終的なスキャン冊数に関する合意は特にないらしく、状況に合わせて流動的に変化していく模様。書物のスキャン費用は全てGoogleが負担する。

#### その他の大学図書館
- ボドリアン図書館（オックスフォード大学）
- ゲント大学付属図書館（ゲント大学）
- プリンストン大学付属図書館（プリンストン大学）
- カリフォルニア大学付属図書館（カリフォルニア大学）
- マドリッド コンプルテンセ大学図書館（マドリッド コンプルテンセ大学）
- ローザンヌ大学図書館（ローザンヌ大学）
- ミシガン大学付属図書館（ミシガン大学）
- テキサス大学オースティン校図書館（テキサス大学）
- バージニア大学付属図書館（バージニア大学）
- ウィスコンシン大学マディソン校付属図書館（ウィスコンシン大学）
- マイソール大学図書館（マイソール大学）

### 国立または公立の図書館
- カタロニア国立図書館（スペイン）
- バイエルン州立図書館（バイエルン州）

### 私立の図書館
- ニューヨーク公共図書館（私立）

### その他
- Big Ten Academic Alliance|en（旧Committee on Institutional Cooperation (CIC)）[“注釈” 1]